# 塚越孝 朝刊フジ
塚越孝 朝刊フジ（つかごしたかし ちょうかんフジ）はニッポン放送で、2004年8月30日から2005年3月25日まで放送された朝の情報番組である。パーソナリティは塚越孝アナウンサー。企画段階での番組名は、『実感！塚越タイムス』。

## 概要
「桜庭亮平 朝刊フジ」のパーソナリティ・桜庭亮平の体調不良により、急遽パーソナリティを交代し、同時にタイトルも変更された。
番組タイトルは塚越がその前の一年間、充電期間中に夕刊フジ編集部に記者として出向していたことに因んでいる。
2005年度春の改編による「森永卓郎 朝はニッポン一番ノリ!」をスタートさせるため、放送終了となった。塚越は4月2日より「塚越孝のおはよう有楽町」（土曜、5:00 - 7:00）を担当することとなった。

## パーソナリティ
- 塚越孝（当時ニッポン放送アナウンサー）

## 放送時間
月曜 - 金曜　5:00 - 6:00

## タイムテーブル
- 5:00　　オープニング
- 5:03　　朝一番のニッポン放送ニュース
- 5:08　　朝刊ウオッチング
- 5:20頃　　心のともしび
- 5:25　　おはようリビング
- 5:30　　ニッポン放送ニュース
- 5:40　　おどろきスポーツ烈伝
- 5:45　　ニュースこの一本
- 5:50　　つかちゃんのハガキのコーナー
  - 月曜日　ニュースとジュースの見分け方
  - 火曜日　鈴木狂歌
  - 水曜日　なぞかけ小唄
  - 木曜日　あいうえお作文
  - 金曜日　今週の大賞発表
- 5:58　　エンディング